# 拉普拉涅-塔朗泰斯
拉普拉涅-塔朗泰斯（法語：La Plagne Tarentaise，法語發音：[la plaɲ taʁɑ̃tɛz]）是法国萨瓦省的一个市镇，属于阿尔贝维尔区。该市镇于2016年由原市镇贝朗特尔、拉科特代姆、马科拉普拉涅和瓦勒藏合并而成，行政中心位于马科拉普拉涅。

## 地名
该市镇得名于该地的拉普拉涅滑雪场与塔朗泰斯谷。

## 地理
拉普拉涅-塔朗泰斯（45°33'16"N, 6°40'22"E）面积96.07 平方千米，位于法国奥弗涅-罗讷-阿尔卑斯大区萨瓦省，该省份为法国东部省份，历史上为薩伏依的一部分，北起上萨瓦省，西接伊泽尔省和安省，南部和东部与上阿尔卑斯省和意大利接壤。
与拉普拉涅-塔朗泰斯接壤的市镇（或旧市镇、城区）包括：莱沙佩勒、圣莫里斯堡、朗德里、佩塞-楠克鲁瓦、瓦努瓦斯地区尚帕尼、博泽勒、艾姆拉普拉涅、博福尔。
拉普拉涅-塔朗泰斯的时区为UTC+01:00、UTC+02:00（夏令时）。

拉普拉涅-塔朗泰斯的卫星地图

## 行政
拉普拉涅-塔朗泰斯的邮政编码为73210，INSEE市镇编码为73150。

## 政治
拉普拉涅-塔朗泰斯所属的省级选区为圣莫里斯堡县。

## 人口
拉普拉涅-塔朗泰斯于2022年1月1日时的人口数量为3825人。